# Aleksandr Bogolubow
Aleksandr Nikołajewicz Bogolubow (ros. Александр Николаевич Боголюбов, ur. 16 maja?/29 maja 1900 w Czeboksarach, zm. 28 lutego 1956 w Moskwie) – radziecki dowódca wojskowy, generał pułkownik, Bohater Związku Radzieckiego (1945).

## Życiorys
W 1916 skończył szkołę w Czeboksarach, w latach 1916–1918 pracował jako telegrafista, od października 1918 służył w Armii Czerwonej jako kierownik kancelarii 1. poczty polowej i następnie telegrafista na Froncie Wschodnim wojny domowej. Uczestniczył w walkach z wojskami Kołczaka. Od sierpnia 1919 do stycznia 1920 pracował w sztabie Frontu Południowo-Wschodniego, od stycznia do kwietnia 1920 był pomocnikiem oddziału dyslokacji w sztabie Frontu Kaukaskiego, brał udział w walkach z wojskami Denikina, w sierpniu 1920 ukończył Wyższą Wojskową Szkołę Dyslokacji i został szefem oddziału dyslokacji zarządu łączności 2 Armii Zapasowej w Kazaniu. W 1924 ukończył Wyższą Wojskową Szkołę Łączności, 1924–1928 dowodził plutonem w samodzielnej kompanii łączności, później był pomocnikiem dowódcy i dowódcą kompanii pułku łączności w Ukraińskim Okręgu Wojskowym w Kijowie. W 1931 ukończył Akademię Wojskową im. Frunzego, w latach 1931–1934 był szefem sztabu 1 pułku łączności w Moskwie, 1934–1936 szefem łączności i wydziału operacyjnego sztabu 2 Korpusu Piechoty w Moskiewskim Okręgu Wojskowym, 1938 ukończył Akademię Wojskową Sztabu Generalnego i został jej wykładowcą. Od czerwca 1939 do kwietnia 1941 przebywał w Chinach jako doradca wojskowy, od maja do lipca 1941 był zastępcą szefa katedry historii wojskowej Akademii Wojskowej Sztabu Generalnego, od lipca do października 1941 był szefem Wydziału Operacyjnego sztabu Frontu Rezerwowego, uczestniczył w walkach pod Jelnią i Wiaźmą.
Od października 1941 do sierpnia 1942 i od września do grudnia 1942 był szefem sztabu 43 Armii, walczył na Froncie Zachodnim i Kalinińskim, brał udział w bitwie pod Moskwą i operacji rżewsko-wiaziemskiej, w sierpniu-wrześniu 1942 był zastępcą, a od grudnia 1942 do marca 1943 I zastępcą szefa Zarządu Operacyjnego Sztabu Generalnego Armii Czerwonej. Od marca do listopada 1943 był szefem sztabu Frontu Północno-Zachodniego, od listopada 1943 do kwietnia 1944 szefem sztabu 1 Frontu Ukraińskiego, a od maja 1944 do maja 1943 szefem sztabu 2 Frontu Białoruskiego. Brał udział w operacji starorusskiej, kijowskiej, żytomiersko-berdyczowskiej, korsuń-szewczenkowskiej, rówieńsko-łuckiej, proskurowsko-czerniowieckiej, mohylewskiej, mińskiej, białostockiej, mławsko-elbląskiej, pomorskiej i berlińskiej. Od czerwca do października 1945 był szefem sztabu Północnej Grupy Wojsk stacjonującej w Polsce, później pracował w Akademii Wojskowej im. Frunzego, gdzie 1946-1950 kierował katedrą przygotowania operacyjno-taktycznego, a od stycznia do września 1950 był zastępcą naczelnika akademii ds. przygotowania operacyjno-taktycznego. W latach 1951–1953 był pomocnikiem głównodowodzącego wojskami Dalekiego Wschodu, 1953-1955 zastępcą szefa Głównego Zarządu Przygotowania Bojowego i Fizycznego Wojsk Lądowych, w listopadzie 1955 zakończył służbę wojskową. W 1939 uzyskał tytuł docenta. Został pochowany na Cmentarzu Nowodziewiczym. W Czeboksarach jego imieniem nazwano ulicę.

## Awanse
- Pułkownik (20 lutego 1938)
- Generał Major (17 stycznia 1942)
- Generał Porucznik (27 stycznia 1943)
- Generał Pułkownik (17 lutego 1945)

## Odznaczenia
- Złota Gwiazda Bohatera Związku Radzieckiego (29 maja 1945)
- Order Lenina (dwukrotnie - 21 lutego 1945 i 29 maja 1945)
- Order Czerwonego Sztandaru (czterokrotnie - 2 stycznia 1942, 29 lipca 1944, 3 listopada 1944 i 20 czerwca 1949)
- Order Suworowa I klasy (dwukrotnie - 29 maja 1944 i 10 kwietnia 1945)
- Order Kutuzowa I klasy (9 kwietnia 1943)
- Order Bohdana Chmielnickiego I klasy (19 stycznia 1944)
- Order Krzyża Grunwaldu I klasy (Polska)
- Order Czerwonego Sztandaru (Mongolska Republika Ludowa)
- Medal „Za obronę Moskwy”
- Medal „Za zwycięstwo nad Niemcami w Wielkiej Wojnie Ojczyźnianej 1941–1945”
- Medal „Za wyzwolenie Warszawy”
- Medal „Za zdobycie Królewca”
- Medal jubileuszowy „XX lat Robotniczo-Chłopskiej Armii Czerwonej”
- Order Krzyża Grunwaldu I klasy
- Medal za Warszawę 1939–1945
- Medal za Odrę, Nysę, Bałtyk

Oraz medale ZSRR, order chiński i inne odznaczenia zagraniczne.